# São Paulo Challenger 1998
Il São Paulo Challenger 1998 è stato un torneo di tennis facente parte della categoria ATP Challenger Series nell'ambito dell'ATP Challenger Series 1998. Il torneo si è giocato a San Paolo in Brasile dal 12 al 18 ottobre 1998 su campi in cemento.

## Vincitori

### Singolare
Fernando Meligeni ha battuto in finale  Marcelo Filippini con il punteggio di 6–1, 6–4

### Doppio
Diego del Río /  Martin Rodriguez hanno battuto in finale  Edwin Kempes /  Peter Wessels con il punteggio di 7–6, 6–3